# Фуад I
Ахмед Фуад (после коронации получил тронное имя Фуад I; 26 марта 1868 — 28 апреля 1936) — правитель, султан (1917—1922), а затем первый король Египта и Судана (1922—1936).

## Биография

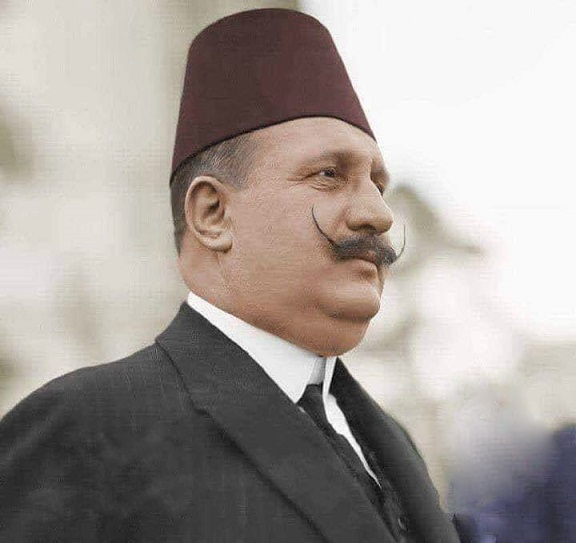
Изображение раскрашенное программой

Седьмой сын египетского хедива Исмаила-паши и Ферьял Кадын. Вырос в Италии и служил в итальянской королевской армии.
В октябре 1917 года после смерти своего старшего брата Хусейна Камиля Ахмед Фуад был провозглашен новым султаном Египта и Судана. Англичане рассчитывали, что, не имея никаких связей в стране, он будет вынужден опираться на их администрацию. Однако, став султаном, Фуад быстро обрел поддержку в рядах египетских националистов, и вскоре его двор превратился в открытый центр оппозиции английским властям.
После окончания I мировой войны 1914—1918 гг. в Египте началось мощное движение за создание независимого государства. В 1919 году вспыхнуло восстание, которое было подавлено с большой жестокостью, но это не сбило накала освободительной борьбы. В конце 1921 года страну охватило новое восстание. Сохранять контроль над Египтом старыми методами англичане далее не могли, и в феврале 1922 года правительство Великобритании опубликовало декларацию об отмене протектората и о признании Египта «независимым и суверенным государством». При этом англичане сохранили права на оборону Египта, на охрану имперских путей, проходивших через него, и на «соуправление» Суданом. В Египте сохранялись английские оккупационные войска, советники и институт верховного английского комиссара.
Египетский султан Ахмед Фуад принял титул короля и тронное имя Фуад I после того, как 28 февраля 1922 года Великобритания в одностороннем порядке формально признала независимость Египта. В апреле 1923 года была принята конституция, в соответствии с которой Египет стал конституционной монархией с двухпалатным парламентом.
Правление Фуада было ознаменовано противостоянием с партией Вафд во главе с Мустафой Наххасом — пашой, требовавшей полной, а не формальной независимости Египта. В мае 1930 года переговоры в Лондоне между британским правительством и Египтом по вопросу о формировании правительства в Судане рухнули. Одновременно, пытаясь упрочить королевскую власть, Фуад I отменил конституцию 1923 года, заменив её новой, в которой парламенту отводилась только консультативная роль, однако в связи с широким общественным протестом был вынужден вернуть прежнюю конституцию в 1935 году.
В апреле 1936 года после смерти египетского короля Фуада I королевский трон унаследовал его единственный сын Фарук I от второй жены Назлы Сабри.

## Семья и дети
Был дважды женат. В мае 1895 года в Каире женился на Принцессе Шивакиар Ибрагим (1876—1947). В мае 1898 года супруги развелись. В мае 1919 года вторично женился на Назли Сабри (1894—1978).
Дети от первого брака:
- Принц Исмаил Фуад (1896—1897)
- Принцесса Фавкия (1897—1974)

Дети от второго брака:
- Принц Фарук, принц Саид (Фарук I) (1920—1965), король Египта и Судана (1936—1952)
- Принцесса Фавзия (1921—2013)
- Принцесса Фаиза (1923—1994)
- Принцесса Фаика[англ.] (1926—1983)
- Принцесса Фатия[англ.] (1930—1976)